# Leatrice Joy

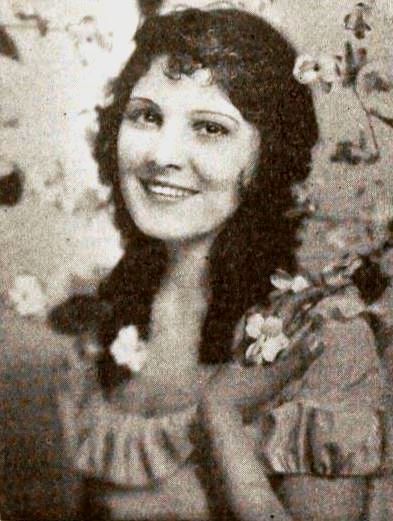
Leatrice Joy a l'inici de la seva carrera (1919), abans del canvi d'aspecte als anys 20

Leatrice Joy (Nova Orleans, 7 de novembre de 1893 – Nova York, 13 de maig de 1985) va ser una actriu estatunidenca a l'època del cinema mut. Durant els anys 20 va marcar un estil amb el seu tallat de cabells ben curt.

## Biografia

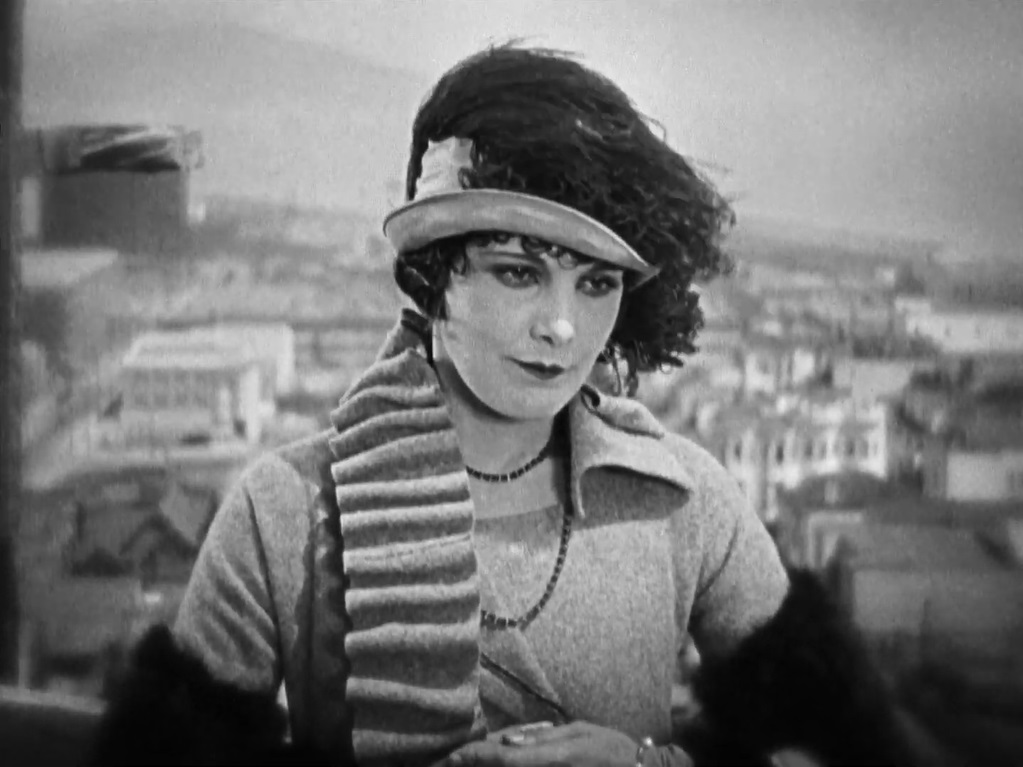
L'actriu en una escena de The Ten Commandments

Leatrice Johanna Zeidler (Leatrice Joy) va néixer Nova Orleans el 1893 (algunes fonts endarrereixen fins a l'any 1897) filla d'Edward Joseph Zeidler i Mary Joy Crimens Zeidler. Es va educar en la Sacred Heart Academy d'aquella ciutat.
Va fer el seu debut com a extra el 1915, primer a la Nola Film Company de Nova Orleans, a Fort Lee, a la World Pictures. Després de les bones crítiques obtingudes en el seu paper a “The Pride of the Clan” (1917) amb Mary Pickford va ser contractada per la Paramount per ser l'estrella d'un conjunt de comèdies produïdes per la Black Diamond Comedies. Allà va participar en unes 20 comèdies en moltes de les quals interpretava a "Susie", una jove entusiasta i impulsiva que s'enfrontava a múltiples situacions còmiques. A finals del 1917 es va traslladar a Hollywood per actuar en pel·lícules d'Oliver Hardy i Billy West, un imitador de Chaplin.
El 1920 va entrar a la Goldwyn Pictures i va començar a ser popular amb pel·lícules com Bunty Pulls the Strings (1920), o The Ace of Hearts (1921) i Voices of the City (1921) amb Lon Chaney. Ell 1922 va fitxar per la productora de Cecil B. DeMille que la durien a l'estrellat. Amb el director va participar en pel·lícules com Manslaughter (1922) o The Ten Commandments (1923). Poc abans, el 1921, Leatrice havia iniciat una relació amb John Gilbert i el novembre d'aquell any van fer un viatge a Tijuana per casar-se de manera ràpida que no van revelar fins al 1922. Dos anys més tard, l'agost de 1924, l'actriu va presentar una demanda de divorci. El 1925, als 32 anys i per ressentiment ja sigui amb el seu ex-marit John Gilbert o el seu productor, DeMille, Joy va presentar-se a una barberia i va demanar un tallat d'home. En va sortir en un tallat que passaria anomenar-se “Leatrice Joy Bob” que es va associar amb el cosmopolitanisme de París. DeMille, que tenia fixada Joy per a un cert tipus de personatge, va quedar blanc, en aquell moment el cabell d'una actriu era quelcom molt seriós en el món del cinema i moltes estrelles tenien clàusules en els seus contractes que les prohibien tallar-se la melena. Tot i això, l'actriu apareixeria amb aquest nou tall en cinc pel·lícules de DeMille entre el 1926 i 1927.
El 1928, després d'una disputa professional amb DeMille, Joy abandonà la companyia per signar per la MGM. Aquell any va participar en una de les primeres sonores, “The Bellamy Trial“. El 22 d'octubre de 1931 es va casar a Del Monte (Califòrnia) amb William Spencer Hokk i anunciava que deixava la carrera cinematogràfica. Ja només tornaria a actuar de manera puntual en mitja dotzena de pel·lícules moltes vegades en papers menors. L'estiu de 1945, es va divorciar del seu segon marit i poc després va conèixer Arthur Kem Westermark amb qui es casaria el març de 1946 a Mèxic. Es van divorciar el 1954. Va morir el 1985 després d'una greu anèmia en una casa de convalescència a Riverdale (Nova York).

## Filmografia
- His Turning Point (1915)
- The Folly of Revenge (1916)
- The Other Man (1916)
- Nearly a Deserter (1916)
- A Troublesome Trip (1916)
- Their Counterfeit Vacation (1916)
- The Pride of the Clan (1917)
- Her Scrambled Ambition (1917)
- A Girl's Folly (1917)
- Speed (1917)
- The Magic Vest (1917)
- The Wishbone (1917)
- Getting the Evidence (1917)
- Her Iron Will (1917)
- The Window Dresser's Dream (1917)
- Susie of the Follies (1917)
- Her Fractured Voice (1917)
- Wits and Fits (1917)
- The Rejuvenator (1917)
- Susie the Sleepwalker (1917)
- Susie's Scheme (1917)
- Susie Slips One Over (1917)
- The Candy Kid (1917)
- Nearly a Baker (1917)
- A Society Scrimmage (1917)
- The Slave (1917)
- Excess Baggage (1917)
- Auto Intoxication (1917)
- The Stranger (1918)
- His Day Out (1918)
- The Orderly (1918)
- The Scholar (1918)
- The Messenger (1918)
- The Handy Man (1918)
- Shackled (1918)
- One Dollar Bid  (1918)
- The City of Tears (1918)
- Wedlock (1918)
- Her Man (1918)
- Three X Gordon
- The Man Hunter (1919)
- The Water Lily (1919)
- Just a Wife (1919)
- The Right of Way (1920)
- Blind Youth (1920)
- The Invisible Divorce (1920)
- Smiling All the Way (1920)
- Down Home (1920)
- Bunty Pulls the Strings (1921)
- A Tale of Two Worlds (1921)
- The Ace of Hearts (1921)
- Ladies Must Live (1921)
- The Poverty of Riches (1921)
- Voices of the City (1921)
- Saturday Night (1922)
- The Bachelor Daddy (1922)
- Manslaughter (1922)
- The Man Who Saw Tomorrow (1922)
- Minnie (1922)
- Java Head (1923)
- You Can't Fool Your Wife (1923)
- The Silent Partner (1923)
- The Ten Commandments (1923)
- Hollywood (1923)
- The Marriage Cheat (1924)
- Triumph (1924)
- Changing Husbands (1924)
- The Dressmaker from Paris (1925)
- Hell's Highroad (1925)
- The Wedding Song (1925)
- Made for Love (1926)
- Eve's Leaves (1926)
- The Clinging Vine(1926)
- For Alimony Only (1926)
- Nobody's Widow (1927)
- Girl in the Rain]' (1927)
- Vanity (1927)
- The Angel of Broadway (1927)
- The Blue Danube (1928)
- Man-Made Women (1928)
- Show People (1928)
- Tropic Madness (1928)
- The Bellamy Trial  (1929)
- Strong Boy (1929)
- A Most Immoral Lady (1929)
- The Love Trader (1930)
- First Love (1939)
- The Old Swimmin' Hole (1940)
- Red Stallion in the Rockies (1949)
- Air Hostess (1949)
- Love Nest (1951)